# Polistes deceptor
Polistes deceptor är en getingart som beskrevs av Schulz 1905. Polistes deceptor ingår i släktet pappersgetingar, och familjen getingar. Inga underarter finns listade i Catalogue of Life.